# Полиметакриловая кислота
Полиметакриловую кислоту получают радикальной полимеризацией метакриловой кислоты в массе, водных растворах или в органических растворителях в присутствии радикальных инициаторов. Чаще всего полимеризацию проводят в кислых водных растворах.

## Физические свойства
Полиметакриловая кислота — бесцветный стеклообразный хрупкий и неплавкий полимер. Она характеризуется высокой гигроскопичностью. Она не плавится и не переходит в высокоэластичое состояние.

## Химические свойства
Полиметакриловая кислота растворяется в воде, водно-аммиачном растворе, спирте, диметилформамиде, диоксане, плохо растворяется в ацетоне, не растворяется в собственном мономере, хлороформе, уксусной кислоте, этиловом эфире, циклогексане. С увеличением степени изотактичности растворимость полимера снижается.

## Применение
Полиметакриловую кислоту используют в качестве печатных красок, в производстве органического стекла, для изготовления различных изолирующих деталей приборов и устройств автоматики, сухие гели на основе полиметакриловой кислоты широко используются в промышленности при производстве различного типа подгузников, абсорбирующих прокладок и т. д., соли полиметакриловой кислоты служат эмульгаторами.